# A MacGyver (1985) epizódjainak listája
A MacGyver filmsorozat epizódjai:

## Évados áttekintés
| Évad | Évad | Epizódok | Eredeti sugárzás     | Eredeti sugárzás  | Eredeti adó |
| Évad | Évad | Epizódok | Évadpremier          | Évadfinálé        | Eredeti adó |
| ---- | ---- | -------- | -------------------- | ----------------- | ----------- |
|      | 1    | 22       | 1985. szeptember 29. | 1986. május 7.    | ABC         |
|      | 2    | 22       | 1986. szeptember 22. | 1987. május 4.    | ABC         |
|      | 3    | 20       | 1987. szeptember 21. | 1988. május 9.    | ABC         |
|      | 4    | 19       | 1988. október 31.    | 1989. május 15.   | ABC         |
|      | 5    | 21       | 1989. szeptember 18. | 1990. április 30. | ABC         |
|      | 6    | 21       | 1990. szeptember 17. | 1991. május 6.    | ABC         |
|      | 7    | 14       | 1991. szeptember 16. | 1992. május 21.   | ABC         |

## 1. évad (1985-1986)
| Sor. | Év. | Cím                                                  | Rendező          | Író                                                                                            | Premier              |
| ---- | --- | ---------------------------------------------------- | ---------------- | ---------------------------------------------------------------------------------------------- | -------------------- |
| 1.   | 1.  | Robbanás a föld alatt (Pilot)                        | Jerrold Freedman | Thackary Pallor                                                                                | 1985. szeptember 29. |
| 2.   | 2.  | Az arany háromszög (The Golden Triangle)             | Paul Stanley     | Dennis Foley                                                                                   | 1985. október 6.     |
| 3.   | 3.  | A budapesti tolvaj (Thief of Budapest)               | John Patterson   | Joe Viola                                                                                      | 1985. október 13.    |
| 4.   | 4.  | A kihívás (The Gauntlet)                             | Lee H. Katzin    | Stephen Kandel                                                                                 | 1985. október 20.    |
| 5.   | 5.  | A rablás (The Heist)                                 | Alan Smithee     | Történet: Larry Alexander & James Schmerer Tévéjáték: James Schmerer                           | 1985. november 3.    |
| 6.   | 6.  | Trumbo világa (Trumbo's World)                       | Donald Petrie    | Stephen Kandel                                                                                 | 1985. november 10.   |
| 7.   | 7.  | Az utolsó állomás (Last Stand)                       | John Florea      | Judy Burns                                                                                     | 1985. november 17.   |
| 8.   | 8.  | Pokoli tűz (Hellfire)                                | Richard Colla    | Történet: Douglas Brooks West Tévéjáték: Stephen Kandel & James Schmerer & Douglas Brooks West | 1985. november 27.   |
| 9.   | 9.  | A tékozló fiú (The Prodigal)                         | Alexander Singer | Történet: David Abramowitz & Paul Savage Tévéjáték: David Abramowitz                           | 1985. december 8.    |
| 10.  | 10. | Célpont: MacGyver (Target MacGyver)                  | Ernest Pintoff   | Történet: Mike Marvin Tévéjáték: Stephen Kandel & Mike Marvin & James Schmerer                 | 1985. december 22.   |
| 11.  | 11. | Lidércnyomás (Nightmares)                            | Cliff Bole       | James Schmerer                                                                                 | 1986. január 15.     |
| 12.  | 12. | A halál kapujában (Deathlock)                        | Alexander Singer | Stephen Kandel                                                                                 | 1986. január 22.     |
| 13.  | 13. | Felmelegedés (Flame's End)                           | Bruce Seth Green | Történet: Hannah Louise Shearer Tévéjáték: Stephen Kandel                                      | 1986. január 29.     |
| 14.  | 14. | Visszaszámlálás (Countdown)                          | Stan Jolley      | Tony DiMarco & David Ketchum                                                                   | 1986. február 5.     |
| 15.  | 15. | A tégla (The Enemy Within)                           | Cliff Bole       | David Abramowitz                                                                               | 1986. február 12.    |
| 16.  | 16. | Amikor elmosolyodik (Every Time She Smiles)          | Charlie Correll  | James Schmerer                                                                                 | 1986. február 19.    |
| 17.  | 17. | Egy igazi férfi (To Be a Man)                        | Cliff Bole       | Don Mankiewicz                                                                                 | 1986. március 5.     |
| 18.  | 18. | A rút kiskacsa (Ugly Duckling)                       | Charlie Correll  | Larry Gross                                                                                    | 1986. március 12.    |
| 19.  | 19. | Lassú halál (Slow Death)                             | Don Weis         | Stephen Kandel                                                                                 | 1986. április 2.     |
| 20.  | 20. | A szökés (The Escape)                                | Don Chaffey      | Stephen Kandel                                                                                 | 1986. április 16.    |
| 21.  | 21. | A lelkiismeret börtönében (A Prisoner of Conscience) | Cliff Bole       | Stephen Kandel                                                                                 | 1986. április 30.    |
| 22.  | 22. | A gyilkos (The Assassin)                             | Charlie Correll  | James Schmerer                                                                                 | 1986. május 7.       |

## 2. évad (1986-1987)
| Sor. | Év. | Cím                                          | Rendező            | Író                                                                                                | Premier              |
| ---- | --- | -------------------------------------------- | ------------------ | -------------------------------------------------------------------------------------------------- | -------------------- |
| 23.  | 1.  | Az emberi tényező (The Human Factor)         | Charlie Correll    | Robin Bernheim                                                                                     | 1986. szeptember 22. |
| 24.  | 2.  | Kiradíroz Jimmy (The Eraser)                 | Paul Krasny        | Stephen Kronish                                                                                    | 1986. szeptember 29. |
| 25.  | 3.  | A nagy átverés (Twice Stung)                 | Paul Krasny        | Történet: Bill Froehlich & Mark Lisson & Phil Combest Tévéjáték: Mark Lisson & Bill Froehlich      | 1986. október 6.     |
| 26.  | 4.  | A szerencsegyermek (The Wish Child)          | Charlie Correll    | Történet: Stephen Kronish & Brian Lane & Stephen Kandel Tévéjáték: Bill Froehlich & Stephen Kandel | 1986. október 20.    |
| 27.  | 5.  | Utolsó kísérlet (Final Approach)             | Alexander Singer   | Rob Hedden                                                                                         | 1986. október 27.    |
| 28.  | 6.  | Jack, a nagy hantás (Jack of Lies)           | Charlie Correll    | Kerry Lenhart & John J. Sakmar                                                                     | 1986. november 3.    |
| 29.  | 7.  | A másik út (The Road Not Taken)              | Cliff Bole         | Történet: Chuck Bowman Tévéjáték: Stephen Kronish                                                  | 1986. november 10.   |
| 30.  | 8.  | Sasok (Eagles)                               | Paul Krasny        | George Lee Marshall                                                                                | 1986. november 17.   |
| 31.  | 9.  | A csend világa (Silent World)                | James L. Conway    | Stephen Kandel                                                                                     | 1986. november 24.   |
| 32.  | 10. | Hárman az úton (Three for the Road)          | Alan Crosland      | Történet: Mark Lisson & Rob Hedden Tévéjáték: John J. Sakmar & Kerry Lenhart                       | 1986. december 15.   |
| 33.  | 11. | Phoenix ostrom alatt (Phoenix Under Siege)   | Gilbert M. Shilton | Történet: John I. Koivula Tévéjáték: Stephen Kronish                                               | 1987. január 5.      |
| 34.  | 12. | Családi ügy (Family Matter)                  | Alexander Singer   | Paul Magistretti                                                                                   | 1987. január 12.     |
| 35.  | 13. | Gyengéd érintés (Soft Touch)                 | Charlie Correll    | Joan Brooker & Nancy Eddo                                                                          | 1987. január 19.     |
| 36.  | 14. | Születésnap (Birth Day)                      | James L. Conway    | Rob Hedden                                                                                         | 1987. február 2.     |
| 37.  | 15. | Kalózok (Pirates)                            | Bruce Kessler      | Stephen Kandel                                                                                     | 1987. február 9.     |
| 38.  | 16. | Kint a hidegben (Out in the Cold)            | Cliff Bole         | Stephen Kronish                                                                                    | 1987. február 16.    |
| 39.  | 17. | Dalton, a kémek kéme (Dalton, Jack of Spies) | Bob Sweeney        | John J. Sakmar & Kerry Lenhart                                                                     | 1987. február 23.    |
| 40.  | 18. | A három barát (Partners)                     | Cliff Bole         | Mark Lisson & Bill Froehlich                                                                       | 1987. március 2.     |
| 41.  | 19. | A bajnok (Bushmaster)                        | Don Chaffey        | Rob Hedden                                                                                         | 1987. március 23.    |
| 42.  | 20. | Barátok (Friends)                            | Cliff Bole         | Stephen Kronish                                                                                    | 1987. április 6.     |
| 43.  | 21. | A nagy fogás (D.O.A.: MacGyver)              | Cliff Bole         | Jaison Starkes                                                                                     | 1987. április 27.    |
| 44.  | 22. | Pénzért vagy szerelemből (For Love or Money) | James L. Conway    | Douglas Heyes, Jr.                                                                                 | 1987. május 4.       |

## 3. évad (1987-1988)
| Sor. | Év. | Cím                                           | Rendező         | Író | Premier              |
| ---- | --- | --------------------------------------------- | --------------- | --- | -------------------- |
| 45.  | 1.  | Elveszett szerelem 1. rész (Lost Love Part 1) | Cliff Bole      | Jerry Ludwig | 1987. szeptember 21. |
| 46.  | 2.  | Elveszett szerelem 2. rész (Lost Love Part 2) | Cliff Bole      | Jerry Ludwig | 1987. szeptember 28. |
| 47.  | 3.  | A halott feltámad (Back from the Dead)        | James L. Conway | Stephen Kronish | 1987. október 5.     |
| 48.  | 4.  | Kísértethajó (Ghost Ship)                     | Mike Vejar      | Stephen Kandel | 1987. október 19.    |
| 49.  | 5.  | Tűz és jég (Fire and Ice)                     | Alan Simmonds   | Rick Husky | 1987. október 26.    |
| 50.  | 6.  | GX-1 (GX-1)                                   | Mike Vejar      | Calvin Clements, Jr. | 1987. november 2.    |
| 51.  | 7.  | Jack a pácban (Jack in the Box)               | James L. Conway | David Rich | 1987. november 9.    |
| 52.  | 8.  | Az Özvegy-szikla (The Widowmaker)             | Mike Vejar      | Történet: Harv Zimmel Tévéjáték: John Whelpley                                                                            | 1987. november 16.   |
| 53.  | 9.  | Pokoli hét (Hell Week)                        | James L. Conway | Leonard Mlodinow & Scott Rubenstein                                                                                       | 1987. november 23.   |
| 54.  | 10. | Egy bomba hatástalanítása (Blow Out)          | Cliff Bole      | Reed Moran | 1987. december 21.   |
| 55.  | 11. | Gyilkos zóna (Kill Zone)                      | Chuck Bowman    | Calvin Clements, Jr. | 1988. január 4.      |
| 56.  | 12. | Korai nyugdíjba vonulás (Early Retirement)    | Cliff Bole      | John Whelpley | 1988. január 18.     |
| 57.  | 13. | A jéghegy csúcsa (Thin Ice)                   | Cliff Bole      | Rick Drew | 1988. február 1.     |
| 58.  | 14. | Három furcsa ember (The Odd Triple)           | James L. Conway | Stephen Kandel | 1988. február 29.    |
| 59.  | 15. | A közvetítő (The Negotiator)                  | Charlie Correll | Calvin Clements, Jr. | 1988. március 7.     |
| 60.  | 16. | Környezetszennyezők (The Spoilers)            | Mike Vejar      | Stephen Kandel | 1988. március 14.    |
| 61.  | 17. | A farkas maszkja (Mask of the Wolf)           | Cliff Bole      | Történet: John J. Sakmar & Kerry Lenhart és Calvin Clements, Jr. & Reed Moran Tévéjáték: Calvin Clements Jr. & Reed Moran | 1988. március 28.    |
| 62.  | 18. | És a bölcső ring (Rock the Cradle)            | Mike Vejar      | John Whelpley | 1988. április 18.    |
| 63.  | 19. | Veszélyes foglalkozás (The Endangered)        | Charlie Correll | Peter Filardi | 1988. május 2.       |
| 64.  | 20. | Egy gyermek bosszúja (Murderers' Sky)         | Mike Vejar      | Herman Miller | 1988. május 9.       |

## 4. évad (1988-1989)
| Sor. | Év. | Cím                                                       | Rendező          | Író                                                                      | Premier            |
| ---- | --- | --------------------------------------------------------- | ---------------- | ------------------------------------------------------------------------ | ------------------ |
| 65.  | 1.  | A Parker ház titka (The Secret of Parker House)           | Mike Vejar       | Történet: Gene Hanson Tévéjáték: Rick Drew & John Sheppard & Gene Hanson | 1988. október 31.  |
| 66.  | 2.  | Vértesvérek (Blood Brothers)                              | Charlie Correll  | Rick Drew                                                                | 1988. november 21. |
| 67.  | 3.  | Betolakodók (The Outsiders)                               | Mike Vejar       | Michelle Poteet Lisanti                                                  | 1988. november 28. |
| 68.  | 4.  | Isten és a tudomány segítségével (On a Wing and a Prayer) | Charlie Correll  | John Whelpley                                                            | 1988. december 5.  |
| 69.  | 5.  | Ütközőpályák (Collision Course)                           | Chuck Bowman     | Paul B. Margolis                                                         | 1988. december 12. |
| 70.  | 6.  | Túlélési gyakorlat (The Survivors)                        | Michael Caffey   | Reed Moran                                                               | 1989. január 9.    |
| 71.  | 7.  | Végzetes álmok (Deadly Dreams)                            | Les Landau       | Stephen Downing                                                          | 1989. január 16.   |
| 72.  | 8.  | Dalton mama (Ma Dalton)                                   | Rob Bowman       | John Whelpley                                                            | 1989. január 23.   |
| 73.  | 9.  | Az isteni Kleopátra (Cleo Rocks)                          | Chuck Bowman     | John Sheppard & Rick Drew                                                | 1989. február 6.   |
| 74.  | 10. | Tolvajok klubja (Fraternity of Thieves)                   | Michael Preece   | Grant Rosenberg                                                          | 1989. február 13.  |
| 75.  | 11. | Harc a kis Tommyért (The Battle of Tommy Giordano)        | Mike Vejar       | Marianne Clarkson                                                        | 1989. február 20.  |
| 76.  | 12. | Kihívások klubja (The Challenge)                          | Dana Elcar       | Chris Haddock                                                            | 1989. február 27.  |
| 77.  | 13. | Menekülők (Runners)                                       | Michael Caffey   | Joel Schwartz                                                            | 1989. március 13.  |
| 78.  | 14. | Aranyláz (Gold Rush)                                      | William Gereghty | David Engelbach                                                          | 1989. március 27.  |
| 79.  | 15. | A láthatatlan gyilkos (The Invisible Killer)              | Dana Elcar       | Chris Haddock                                                            | 1989. április 10.  |
| 80.  | 16. | Agymosás (Brainwashed)                                    | Michael Caffey   | John Sheppard                                                            | 1989. április 24.  |
| 81.  | 17. | Könnyű préda (Easy Target)                                | Charlie Correll  | Rick Drew                                                                | 1989. május 1.     |
| 82.  | 18. | A renegát (Renegade)                                      | Michael Caffey   | Történet: Robert Bielak & Chris Haddock Tévéjáték: Chris Haddock         | 1989. május 8.     |
| 83.  | 19. | Egy befejezetlen ügy (Unfinished Business)                | Charlie Correll  | Marianne Clarkson                                                        | 1989. május 15.    |

## 5. évad (1989-1990)
| Sor. | Év. | Cím                                                              | Rendező          | Író                                             | Premier              |
| ---- | --- | ---------------------------------------------------------------- | ---------------- | ----------------------------------------------- | -------------------- |
| 84.  | 1.  | A Szent Rózsa legendája 1. rész (Legend of the Holy Rose Part 1) | Michael Caffey   | Stephen Downing                                 | 1989. szeptember 18. |
| 85.  | 2.  | A Szent Rózsa legendája 2. rész (Legend of the Holy Rose Part 2) | Charlie Correll  | Stephen Downing                                 | 1989. szeptember 25. |
| 86.  | 3.  | Békapofa (The Black Corsage)                                     | Charlie Correll  | Paul B. Margolis                                | 1989. október 2.     |
| 87.  | 4.  | Tűzszünet (Cease Fire)                                           | William Gereghty | Chris Haddock                                   | 1989. október 9.     |
| 88.  | 5.  | Második esély (Second Chance)                                    | Michael Caffey   | Robert Sherman                                  | 1989. október 16.    |
| 89.  | 6.  | Halloween-i tréfa (Halloween Knights)                            | Charlie Correll  | John Sheppard                                   | 1989. október 30.    |
| 90.  | 7.  | A fény gyermekei (Children of Light)                             | Bill Corcoran    | Rick Mittleman                                  | 1989. november 6.    |
| 91.  | 8.  | Fekete orrszarvú (Black Rhino)                                   | Michael Caffey   | Paul B. Margolis                                | 1989. november 13.   |
| 92.  | 9.  | A meghatározó 10 százalék (The Ten Percent Solution)             | Michael Preece   | Tom Drake & Sally Drake                         | 1989. november 20.   |
| 93.  | 10. | Kétszeres kín (Two Times Trouble)                                | Michael Preece   | Robert Sherman                                  | 1989. december 11.   |
| 94.  | 11. | A madonna (The Madonna)                                          | Michael Caffey   | Cathleen Young                                  | 1989. december 18.   |
| 95.  | 12. | A nyugalom földje (Serenity)                                     | William Gereghty | Stephen Kandel                                  | 1990. január 8.      |
| 96.  | 13. | Jó pap holtig tanul (Live and Learn)                             | Harry Harris     | Rick Mittleman                                  | 1990. január 15.     |
| 97.  | 14. | Erdő-zűr (Log Jam)                                               | William Gereghty | Lee Maddux                                      | 1990. február 5.     |
| 98.  | 15. | Manco kincse (The Treasure of Manco)                             | Michael Preece   | Chris Haddock                                   | 1990. február 12.    |
| 99.  | 16. | Szerencsés (Jenny's Chance)                                      | Michael Caffey   | Rick Drew & John Sheppard                       | 1990. február 19.    |
| 100. | 17. | Álcázás (Deep Cover)                                             | Charlie Correll  | Robert Sherman & Paul B. Margolis               | 1990. február 26.    |
| 101. | 18. | Az elveszett Amadeus (The Lost Amadeus)                          | Michael Caffey   | Paul B. Margolis                                | 1990. március 19.    |
| 102. | 19. | Acélszivek (Hearts of Steel)                                     | Charlie Correll  | Rick Mittleman                                  | 1990. április 9.     |
| 103. | 20. | Elhamarkodott ítélet (Rush to Judgement)                         | Charlie Correll  | Robert Sherman                                  | 1990. április 16.    |
| 104. | 21. | Élet és halál közt (Passages)                                    | William Gereghty | Történet: Anthony Rich Tévéjáték: John Sheppard | 1990. április 30.    |

## 6. évad (1990-1991)
| Sor. | Év. | Cím                                          | Rendező          | Író                                                                | Premier              |
| ---- | --- | -------------------------------------------- | ---------------- | ------------------------------------------------------------------ | -------------------- |
| 105. | 1.  | Kemény fiúk (Tough Boys)                     | Mike Vejar       | Art Washington                                                     | 1990. szeptember 17. |
| 106. | 2.  | Az emberség utolsó szikrája (Humanity)       | William Gereghty | Lincoln Kibbee                                                     | 1990. szeptember 24. |
| 107. | 3.  | Az elátkozott fegyver (The Gun)              | William Gereghty | Robert Sherman                                                     | 1990. október 1.     |
| 108. | 4.  | Légy őszinte magadhoz (Twenty Questions)     | Michael Caffey   | Rick Mittleman                                                     | 1990. október 8.     |
| 109. | 5.  | A fal (The Wall)                             | Michael Preece   | Rick Drew                                                          | 1990. október 22.    |
| 110. | 6.  | A Gonosz leckéje (Lesson in Evil)            | William Gereghty | John Sheppard                                                      | 1990. október 29.    |
| 111. | 7.  | Harry hagyatéka (Harry's Will)               | William Gereghty | Lincoln Kibbee                                                     | 1990. november 5.    |
| 112. | 8.  | MacGyver és a nők (MacGyver's Women)         | Michael Preece   | Lincoln Kibbee & Stephen Kandel                                    | 1990. november 12.   |
| 113. | 9.  | Keserű szüret (Bitter Harvest)               | Mike Vejar       | Michael Kane                                                       | 1990. november 19.   |
| 114. | 10. | A látogató (The Visitor)                     | William Gereghty | Brad Radnitz                                                       | 1990. december 3.    |
| 115. | 11. | Erőszakos játék (Squeeze Play)               | Michael Preece   | Art Washington                                                     | 1990. december 17.   |
| 116. | 12. | Régi szerelem (Jerico Games)                 | William Gereghty | Robert Sherman                                                     | 1991. január 7.      |
| 117. | 13. | A senkiföldje (The Wasteland)                | Michael Caffey   | Történet: Grant Rosenberg & Robert Hamner Tévéjáték: Robert Hamner | 1991. január 21.     |
| 118. | 14. | Ozirisz szeme (Eye of Osiris)                | Mike Vejar       | John Sheppard                                                      | 1991. február 4.     |
| 119. | 15. | Ellenőrzés alatt (High Control)              | Michael Caffey   | Lincoln Kibbee                                                     | 1991. február 11.    |
| 120. | 16. | Kirekesztve (There But For the Grace)        | William Gereghty | John Considine                                                     | 1991. február 18.    |
| 121. | 17. | Vak végzet (Blind Faith)                     | Michael Caffey   | John Considine                                                     | 1991. március 4.     |
| 122. | 18. | Hűséges segítőtársak (Faith, Hope & Charity) | William Gereghty | Brad Radnitz                                                       | 1991. március 18.    |
| 123. | 19. | Leszámolás (Strictly Business)               | Mike Vejar       | John Sheppard                                                      | 1991. április 8.     |
| 124. | 20. | Szellemvilág (Trail of Tears)                | Michael Preece   | Lincoln Kibbee                                                     | 1991. április 29.    |
| 125. | 21. | A sötétben tapogatózva (Hind-Sight)          | Michael Preece   | Rick Mittleman                                                     | 1991. május 6.       |

## 7. évad (1991-1992)
| Sor. | Év. | Cím                                                       | Rendező          | Író                                                                      | Premier              |
| ---- | --- | --------------------------------------------------------- | ---------------- | ------------------------------------------------------------------------ | -------------------- |
| 126. | 1.  | Az őszinte Abe (Honest Abe)                               | Michael Caffey   | Lincoln Kibbee                                                           | 1991. szeptember 16. |
| 127. | 2.  | A környék (The 'Hood)                                     | Mike Vejar       | Rick Mittleman                                                           | 1991. szeptember 23. |
| 128. | 3.  | Rögeszme (Obsessed)                                       | William Gereghty | John Sheppard                                                            | 1991. szeptember 30. |
| 129. | 4.  | A Prométheusz-szindróma (The Prometheus Syndrome)         | William Gereghty | Robert Sherman                                                           | 1991. október 7.     |
| 130. | 5.  | A Colton család (The Coltons)                             | William Gereghty | Történet: Michael Greenburg & Stephen Downing Tévéjáték: Stephen Downing | 1991. október 14.    |
| 131. | 6.  | Élőhalottak (Walking Dead)                                | Michael Preece   | Mark Rodgers                                                             | 1991. október 21.    |
| 132. | 7.  | A jó MacGyver lovag 1. rész (Good Knight MacGyver Part 1) | Mike Vejar       | John Considine                                                           | 1991. november 4.    |
| 133. | 8.  | A jó MacGyver lovag 2. rész (Good Knight MacGyver Part 2) | Mike Vejar       | John Considine                                                           | 1991. november 11.   |
| 134. | 9.  | Halálos némafilmek (Deadly Silents)                       | William Gereghty | Brad Radnitz                                                             | 1991. november 18.   |
| 135. | 10. | Hirtelen döntés (Split Decision)                          | Michael Caffey   | David Rich                                                               | 1991. december 2.    |
| 136. | 11. | Fegyverek és csávók (Gunz 'N Boyz)                        | William Gereghty | Art Washington                                                           | 1991. december 16.   |
| 137. | 12. | A fallal szemben (Off the Wall)                           | Michael Preece   | Rick Mittleman                                                           | 1991. december 30.   |
| 138. | 13. | A fotós (The Stringer)                                    | Mike Vejar       | John Sheppard                                                            | 1992. április 25.    |
| 139. | 14. | A fiatalság hegye (The Mountain of Youth)                 | William Gereghty | Brad Radnitz                                                             | 1992. május 21.      |